# Josué
Josué Anunciado de Oliveira, känd under artistnamnet Josué, född 19 juli 1979 i Vitória de Santo Antão i Brasilien, är en professionell fotbollsspelare (mittfältare) som spelar för Atlético Mineiro. Han spelade tidigare för tyska VfL Wolfsburg där han blev utsedd till lagkapten i augusti 2008.

## Klubblagskarriär
Josué inledde karriären i Goiás EC 1997 och var bland annat med och vann sex delstatsmästerskap med klubben innan han skrev på för São Paulo 2005. Han spelade 61 ligamatcher för São Paulo och vann ligan (två gånger), Copa Libertadores och VM för klubblag med klubben mellan 2005 och 2007.
I augusti 2007 meddelade VfL Wolfsburg via sin hemsida att man hade värvat Josué som skrev på ett fyraårskontrakt med klubben. Han debuterade för klubben i den tredje omgången av Bundesliga säsongen 2007–2008 och spelade 30 av 34 ligamatcher för klubben under säsongen. Under sin andra säsong i klubben vann laget ligan. I maj 2009 skrev han på ett nytt fyraårskontrakt med klubben.

## Landslagskarriär
Josué debuterade i det brasilianska landslaget i mars 2007 och har varit med och vunnit Copa América 2007 och Confederations Cup 2009. I maj 2010 blev han uttagen till den brasilianska truppen till VM 2010.